# Laura Fygi
Laura Fygi (Amsterdã, 27 de agosto de 1955) é uma cantora dos Países Baixos.

## Primeiros anos e carreira

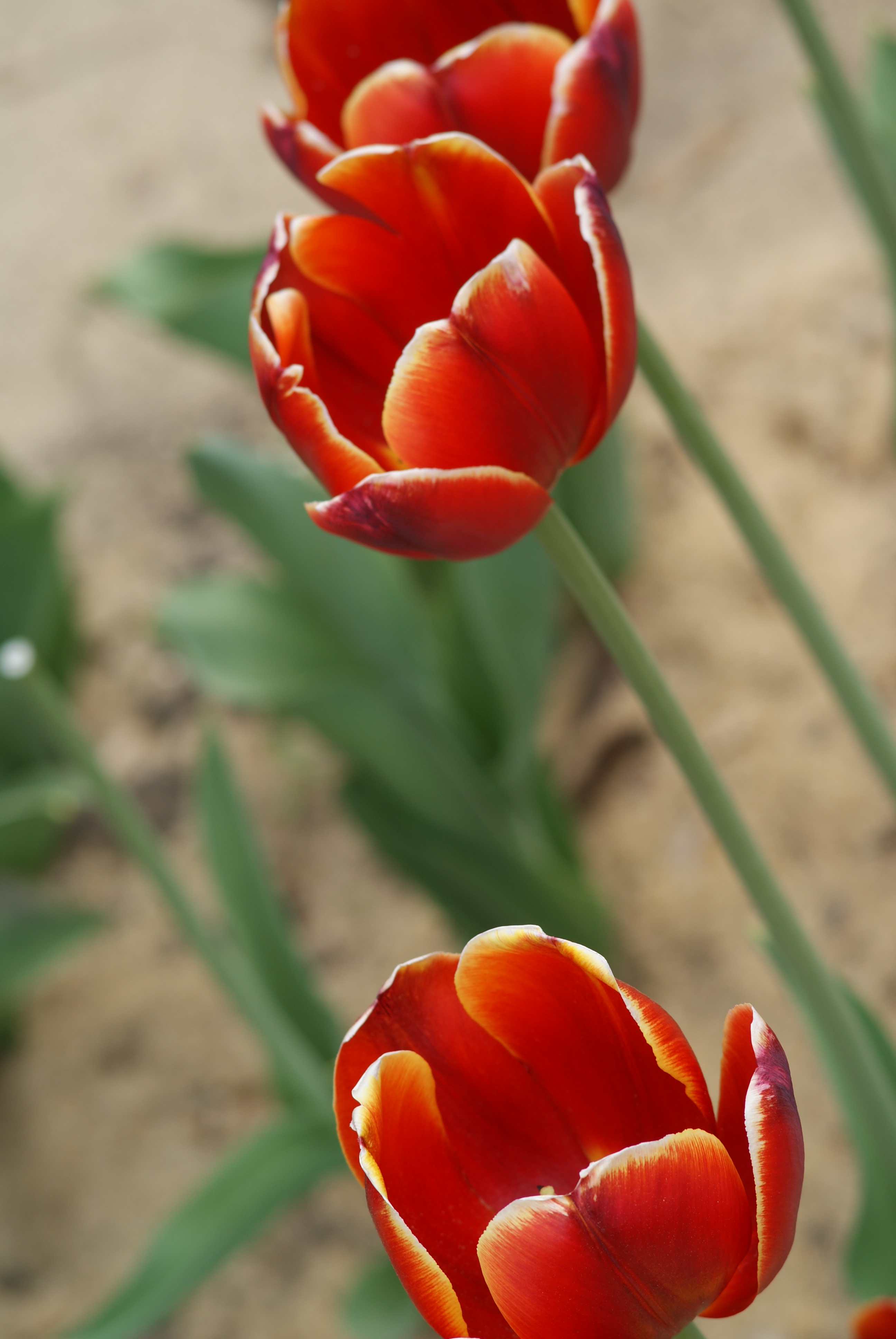
Tulipa 'Laura Fygi'

Filha de pai holandês, um executivo da gravadora Philips, e de mãe egípcia, quando criança viveu com os pais no Uruguai. Entre 1984 e 1991 fez parte da girl band holandesa Centerfold.
Lança seu primeiro álbum solo em 1991. Introducing e teve a produção de  Ruud Jacobs. No disco a cantora foi acompanhada do músico belga Jean "Toots" Thielemans, sendo o disco composto em sua maioria por faixas de jazz.